# 젊은 사자들
《젊은 사자들》(영어: The Young Lions)은 미국에서 제작된 에드워드 드미트릭 감독의 1958년 드라마, 전쟁 영화이다. 말론 브란도 등이 주연으로 출연하였다. 20세기 폭스에 의해 흑백, 시네마스코프로 제작되었다. 이 영화는 1948년 소설 The Young Lions에 기반을 둔다.

## 출연

### 주연
- 말론 브란도 - 크리스찬
- 몽고메리 클리프트 - 액커맨
- 딘 마틴 - 마이클

### 조연
- 호프 레인지 - 호프
- 바바라 루쉬 - 마가렛
- 메이 브렛 - 그레첸
- 맥시밀리안 쉘 - 하덴브르그

## 한국판 성우진(KBS) (1986년 1월 3일)
- 김종성 - 크리스찬 (말론 브란도)
- 김도현 - 액커맨 (몽고메리 클리프트)
- 유강진 - 마이클 (딘 마틴)
- 이강식 - 하덴브르그 (맥시밀리안 쉘)
- 이선영 - 그레첸 (메이 브릿)
- 이향숙 - 호프 (호프 레인지)
- 정경애 - 마가렛 (바바라 루쉬)

## 기타
- 원작자: 어윈 쇼
- 의상: 아델 밸컨